# 神奈川台場
神奈川台場（かながわだいば）は、神奈川県横浜市神奈川区にある、江戸時代末期に勝海舟により設計され伊予松山藩が築造した台場。なお、マンション建築に伴う埋め立て工事が進められており、神奈川県と地域住民、歴史学者での話し合いが進められている。

## 概要
東京湾に侵攻してきた船舶に対する防衛を目的として築造された施設。海岸から東京湾に突き出るように埋め立てられ、他の台場には見られない船溜まりという構造を持っていた。総面積は約2万6000平方メートルで、埋立には付近の権現山（神奈川県神奈川区幸ヶ谷。頂部は現在の横浜市立幸ヶ谷小学校の敷地に該当）の土砂が使われた。
砲台を設置していたが実戦に使用されたことはなく、諸外国の貴賓が港に入った際に祝砲を上げていたという。施設廃止後の跡地は転用され、現在はJR貨物の東高島駅の敷地などとして利用されている。
神奈川台場は、羽を広げたコウモリのような形をしていることから通称「コウモリ台場」とも呼ばれ、欧州の城などをモデルにして造られたとされる。実際は星形の形状で、この形の台場は「五稜郭」（北海道函館市）の台場など国内に3例しかない貴重な遺構である。

## 歴史

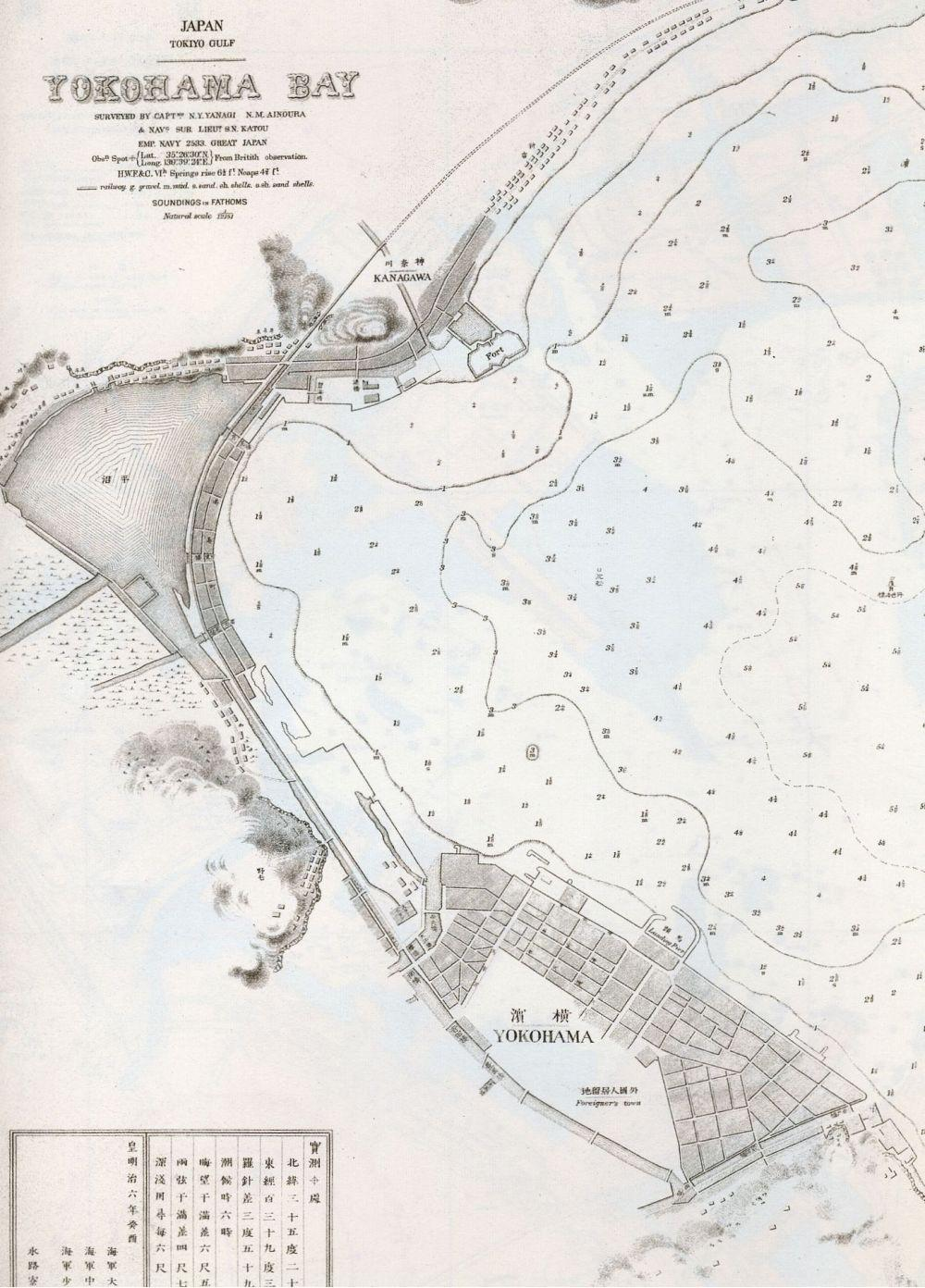
日本海軍水路寮作成海図「武藏國横濱灣」の一部（明治7年（1874年）刊行）。中央やや上にある「Fort」と書かれた場所が神奈川台場。

右上の海に突き出している土地が、神奈川台場。（明治14年（1881年）刊行）

- 1857年4月 - 江戸幕府が伊予松山藩に神奈川宿周辺の警備を命じる。
- 1859年
  - 5月 - 神奈川台場の仕様書と入用高内訳書が作成される。現場総指揮は平野弥十郎（中川翔子先祖）。
  - 7月 - 工事開始。
- 1860年6月 - 竣工。
- 1866年7月 - 伊予松山藩が警備を免除される。
- 1867年1月 - 古河藩が警備を担当する。
- 1868年4月 - 明治新政府に引き渡される。
- 1871年9月 - 東海鎮守府の管轄となる。
- 1884年12月 - 横須賀鎮守府の管轄となる。
- 1899年2月 - 廃止。
- 1921年 - この頃より周囲の埋め立てが始まる。

上記の月は旧暦によるものを含む。たとえば「神奈川台場跡」の案内板には6月竣工と書かれてるが、『神奈川台場物語』（2018年 公益社団法人神奈川台場推進委員会刊）には8月上旬完成とされている。竣工月が異なるのは前者が旧暦、後者が新暦表示のため。なお、後者では1860年8月5日（万延元年6月19日）に、松平藩主の松平（久松）勝成が完成した台場を視察したという古記録を根拠としている。ただし完成日に視察したのか、すこし前に完成しており、完成後に視察したのかがは古記録から特定できず、完成日は8月上旬と書かれている。

## 現在
敷地の転用や周辺の埋立が進んでおり、当時の面影を見つけることが難しい状態だが、遺構が一部残されている。
「わが町 かながわ とっておき」のルート8 歴史の道・ポートサイド地区のポイントに「神奈川台場跡」があり、案内板が設置されている。そこでは遺構の一部である石垣を見ることができる。船溜まりのあった場所には神奈川台場公園があり、石積みが復元され、説明板が設置されている。神奈川地区センターでは、当時の横浜宿付近を再現したジオラマが展示されており、神奈川台場の姿を確認できる。
また横浜開港150周年（2009年）を契機として、コットンハーバー地区の「星野町公園」内で、遺構の石垣が公園内から見えるように整備が行われた。この公園内からは、一部横浜市中央卸売市場本場内に位置する台場の先端部分まで、かなり広範囲に渡る遺構を確認することができる。さらに同公園付近にある賃貸マンション「コットンハーバー ヒストリアレジデンス海舟」では建設中に遺構が発見されており、その遺構や資料などを展示する「神奈川台場資料室」をマンション1階に開設していた。

## 保全
公益社団法人「神奈川台場地域活性化推進協会」が保全のための活動をおこなっている。同法人は2018年（平成30年）9月1日、神奈川台場を子ども向けにわかりやすく解説した冊子『神奈川台場物語』を発行。2018年から2020年にかけて、毎年、横浜市内の小学6年生約3300人に無料配布した。

## 地勢
神奈川県横浜市神奈川区神奈川1-17-3